# Yūji Machi
Pour les articles homonymes, voir Machi.
Yūji Machi (真地 勇志, Machi Yūji), né Shōji Tanabe (田辺 修治, Tanabe Shōji) le 8 août 1962 à Kawasaki, est un seiyū. Il travaille pour Aoni Production.

## Rôles

### Films d'animation
- Dragon Ball Z : Le Combat fratricide : Daīzu
- Le Roi lion 2 : L'Honneur de la tribu : Nuka (en version japonaise)